# Sudaporn Seesondee
Sudaporn Seesondee (født 4. oktober 1991) er en thailandsk bokser.
Hun repræsenterede Thailand under sommer-OL 2020 i Tokyo, hvor hun vandt bronze i letvægt.